# Abel Trujillo
Abel Trujillo (Greensboro, 18 de setembro de 1983) é um lutador norte-americano de artes marciais mistas, atualmente compete no Peso Leve do Ultimate Fighting Championship.

## Carreira no MMA

### Começo da carreira
Trujillo foi nocauteado pelo então futuro lutador do World Extreme Cagefighting Zachary Micklewright na sua estréia no amador, em 22 de Julho de 2006. Três anos após, ele se recuperou e venceu sua próxima luta no amador por Finalização com 54 segundos.
Trujillo fez sua estreia profissional no MMA em 2009, perdeu por Finalização para Ted Wothington. Após acumular o cartel de 5-4 , venceu quatro lutas seguidas contra Lucas Gwaltney, Andre Garcia, James Edson Berto e Frank Carrillo em menos de um ano.

### Ultimate Fighting Championship
Em 2012, Trujillo entrou para a maior organização de MMA do mundo, o UFC. Ele era esperado para fazer sua estréia promocional em 1 de Setembro de 2012 no UFC 151 contra Tim Means. Porém, o evento foi cancelado.
Trujillo/Means foi remarcada para o UFC on Fox: Henderson vs. Diaz em 8 de Dezembro de 2012. Porém, Means foi forçado a se retirar da luta após sofrer uma lesão na cabeça causada por uma queda na saúna do hotel e foi substituído por Marcus LeVesseur. Trujillo fez sua estréia com sucesso, derrotando LeVesseur por Nocaute Técnico aos 3:56 no segundo round.
Trujillo enfrentou Khabib Nurmagomedov em 25 de Maio de 2013 no UFC 160 e perdeu por Decisão Unânime.
Trujillo enfrentou Roger Bowling em 28 de Agosto de 2013 no UFC Fight Night: Condit vs. Kampmann II. Devido à uma joelhada ilegal acidental desferida no segundo round, a luta foi declarada Sem Resultado. Porém, na entrevista pós-evento, o presidente do UFC, Dana White, considerou o resultado injusto, e deu o bônus da vitória a Abel Trujillo
| “ | "Abel Trujillo ganhou aquela luta. Os golpes foram legais - o segundo pegou no ombro, na minha opinião - e vou pagar a ele o bônus de vitória." | ” |

Trujillo fez a revanche contra Roger Bowling em 14 de Dezembro de 2013 no UFC on Fox: Johnson vs. Benavidez II. Trujillo imprimiu uma sequência forte de socos no ground and pound. Bowling conseguiu se levantar mas o árbitro percebeu que ele estava quase nocauteado e sangrando muito e interferiu a luta no 2º round dando a vitória a Trujillo.
Trujillo era esperado para enfrentar Bobby Green em 1 de Fevereiro de 2014 no UFC 169. Porém, uma lesão tirou Green do evento, sendo substituído por Jamie Varner. Após passar por apuros na luta, Trujillo deu a volta por cima e venceu por nocaute no segundo round. Na luta que ganhou o Nocaute da Noite e Luta da Noite.
Trujillo era esperado para enfrentar Myles Jury em 28 de Junho de 2014 no UFC Fight Night: Swanson vs. Stephens. Porém, uma lesão tirou Jury do card e ele foi substituído por Frank Trevino.
A luta entre Trujillo e Green foi novamente marcada, dessa vez para o UFC 176 em 2 de Agosto de 2014. No entanto, devido a uma lesão de José Aldo que faria o evento principal, o evento foi cancelado. A luta então aconteceria em 16 de Agosto de 2014 no UFC Fight Night: Bader vs. St. Preux. No entanto, devido a lesão de Michael Johnson, Green foi movido para a luta contra Josh Thomson. Trujillo então enfrentaria o inglês Ross Pearson. No entanto, Trujillo se lesionou e foi substituído por Gray Maynard.
Trujillo enfrentou o vencedor do TUF 13 Tony Ferguson em 6 de Dezembro de 2014 no UFC 181. Ele foi derrotado por finalização no segundo round.
Trujillo era esperado para enfrentar John Makdessi em 25 de Abril de 2015 no UFC 186. No entanto, uma lesão tirou Makdessi do evento, e ele foi substituído por Shane Campbell.
Trujillo enfrentou Gleison Tibau em 7 de Novembro de 2015 no UFC Fight Night: Belfort vs. Henderson III. Trujillo foi derrotado por finalização técnica com um mata leão de maneira polêmica, já que o árbitro interrompeu a luta sem que Trujillo desistisse ou ficasse inconsciente.

## Cartel no MMA
| Cartel no MMA       |             |            |
| 23 lutas            | 15 vitórias | 7 derrotas |
| Por nocaute         | 5           | 1          |
| Por finalização     | 4           | 4          |
| Por decisão         | 5           | 2          |
| Por desqualificação | 1           | 0          |
| No contest          | 1           | 1          |

| Res.    | Cartel   | Oponente            | Método                                      | Evento                                           | Data       | Round | Tempo | Local                         | Notas |
| ------- | -------- | ------------------- | ------------------------------------------- | ------------------------------------------------ | ---------- | ----- | ----- | ----------------------------- | --- |
| Derrota | 15-8 (1) | John Makdessi       | Decisão (unânime)                           | UFC on Fox: Lawler vs. dos Anjos                 | 16/12/2017 | 3     | 5:00  | Winnipeg, Manitoba            | |
| Derrota | 15-7 (1) | James Vick          | Finalização (triângulo de mão)              | UFC Fight Night: Bermudez vs. Korean Zombie      | 04/02/2017 | 3     | 0:49  | Houston, Texas                | |
| Vitoria | 15-6 (1) | Jordan Rinaldi      | Decisão (Unanime)                           | UFC Fight Night: Almeida vs. Garbrandt           | 29/05/2016 | 3     | 5:00  | Las Vegas, Nevada             | |
| Vitória | 14-6 (1) | Tony Sims           | Finalização (guilhotina)                    | UFC 195: Lawler vs. Condit                       | 02/01/2016 | 1     | 3:18  | Las Vegas, Nevada             | |
| Vitória | 13-6 (1) | Gleison Tibau       | Desqualificação (falha no teste antidoping) | UFC Fight Night: Belfort vs. Henderson III       | 07/11/2015 | 1     | 1:45  | São Paulo                     | Originalmente, vitória de Tibau por finalização técnica (mata leão); mudado depois que ele testou positivo para eritropoietina. |
| Derrota | 12-6 (1) | Tony Ferguson       | Finalização (mata leão)                     | UFC 181: Hendricks vs. Lawler II                 | 06/12/2014 | 2     | 4:19  | Las Vegas, Nevada             | |
| Vitória | 12-5 (1) | Jamie Varner        | Nocaute (soco)                              | UFC 169: Barão vs. Faber II                      | 01/02/2014 | 2     | 2:32  | Newark, New Jersey            | Luta e Nocaute da Noite. |
| Vitória | 11-5 (1) | Roger Bowling       | Nocaute Técnico (socos)                     | UFC on Fox: Johnson vs. Benavidez II             | 14/12/2013 | 2     | 1:35  | Sacramento, Califórnia        | |
| NC      | 10-5 (1) | Roger Bowling       | Sem Resultado (joelhada ilegal)             | UFC Fight Night: Condit vs. Kampmann II          | 28/08/2013 | 2     | 4:57  | Indianápolis, Indiana         | |
| Derrota | 10-5     | Khabib Nurmagomedov | Decisão (unânime)                           | UFC 160: Velasquez vs. Silva II                  | 25/05/2013 | 3     | 5:00  | Las Vegas, Nevada             | |
| Vitória | 10-4     | Marcus LeVesseur    | Nocaute Técnico (joelhadas no corpo)        | UFC on Fox: Henderson vs. Diaz                   | 08/12/2012 | 2     | 3:56  | Seattle, Washington           | |
| Vitória | 9-4      | Frank Carrillo      | Decisão (unânime)                           | CFA 7 - Never Give Up                            | 30/06/2012 | 3     | 5:00  | Coral Gables, Flórida         | |
| Vitória | 8-4      | Edson Berto         | Finalização                                 | CFA 6 - Palomino vs. Warfield                    | 13/04/2012 | 1     | 1:10  | Coral Gables, Flórida         | |
| Vitória | 7-4      | Ken Jackson         | Decisão (unânime)                           | C3 Fights - Slamfest                             | 21/01/2012 | 3     | 5:00  | Newkirk, Oklahoma             | |
| Vitória | 6-4      | Lucas Gwaltney      | Decisão (unânime)                           | Fight Me MMA - Trujillo vs. Gwaltney             | 13/08/2011 | 3     | 5:00  | St. Charles, Missouri         | |
| Derrota | 5-4      | Alonzo Martinez     | Finalização (guilhotina)                    | EC - Extreme Challenge 181                       | 15/04/2011 | 1     | 3:30  | Council Bluffs, Iowa          | |
| Derrota | 5-3      | Scott Cleve         | Decisão (dividida)                          | EB - Beatdown at 4 Bears 8                       | 12/03/2011 | 3     | 5:00  | New Town, Dakota do Norte     | |
| Vitória | 5-2      | Marcos Marquez      | Decisão (unânime)                           | Extreme Challenge - Bad Blood                    | 11/02/2011 | 3     | 5:00  | Council Bluffs, Iowa          | |
| Vitória | 4-2      | Andre Garcia        | Finalização (guilhotina)                    | Xtreme Fight Promotions - The Holiday Fight Fest | 04/12/2010 | 1     | 2:36  | Wilmington, Carolina do Norte | |
| Vitória | 3-2      | Wes Clark           | Finalização (verbal)                        | TCF - TriState Cage Fights                       | 23/10/2010 | 1     | 2:01  | Lincoln, Nebraska             | |
| Vitória | 2-2      | Dave Lehr Cochran   | Nocaute (socos)                             | Fight Me MMA 1 - The Battle Begins               | 14/08/2010 | 1     | 1:29  | St. Charles, Missouri         | |
| Derrota | 1-2      | Clayton Robinson    | Nocaute Técnico (socos)                     | C3 Fights - Knockout-Rockout Weekend 4           | 17/07/2010 | 1     | 2:47  | Clinton, Oklahoma             | |
| Vitória | 1-1      | Dustin Praxedes     | Nocaute Técnico (socos)                     | Xtreme Promotions - Throwdown in Jamestown 2     | 06/03/2010 | 1     | 4:15  | Sequim, Washington            | |
| Derrota | 0-1      | Ted Worthington     | Finalização (chave de braço)                | MFDM - Ballroom Brawl                            | 28/08/2009 | 1     | 3:06  | Des Moines, Iowa              | |